# Biting Elbows
Biting Elbows (Russisch: Ба́йтинг Э́лбоус) is een Russische indierockband die in 2008 in Moskou werd opgericht. De groep is vooral in eigen land populair maar krijgt door haar ruige videoclips op YouTube ook steeds meer bekendheid in de rest van Europa.
In 2012 traden ze op samen met Guns N' Roses en Placebo.

## Discografie
Albums:
- Biting Elbows (2011)

Ep's:
- Dope Fiend Massacre (2011)

Singles:
- Bad Motherfucker (2013)

Videoclips op YouTube:
- Dope Fiend Massacre (2010)
- Light Despondent (2011)
- The Stampede' (Insane Office Escape) (2011)
- Toothpick  (2012)
- Bad Motherfucker  (2013)